# 衡阳市示范性高中列表
衡阳市示范性高中列表，包括衡阳市境内的示范性普通高级中学。

## 列表
- 衡阳市第八中学

- 衡阳市第一中学

- 衡阳市铁路第一中学
- 衡阳县第一中学
- 衡山县岳云中学
- 衡东县第一中学
- 衡南县第一中学
- 耒阳市第一中学
- 祁东县第一中学